# Chiesa di San Giovanni Battista (Bagni di Lucca)
La chiesa di San Giovanni Battista, in passato conosciuta come chiesa di Santo Stefano di Bargi, è un edificio sacro situato a Pieve di Controni, nel comune di Bagni di Lucca, nella provincia di Lucca, in Toscana.

## Storia e descrizione
La chiesa, documentata già dal IX secolo, diventa pieve agli inizi del X, affiancando nello stesso plebato quella di Santa Giulia di Monti di Villa, caso unico nella storia lucchese. Il 2 aprile 913 in un documento la chiesa di Santo Stefano di Bargi viene nominata col titolo di San Giovanni Battista. Nel XII le due pievi vengono separate e la pieve di Controne nel 1260 viene definitivamente elencata col titolo di San Giovanni Battista.
Nel Trecento, per uno smottamento del terreno, ne viene invertito l'orientamento. La parte superiore della facciata precedente, con una doppia serie di arcate cieche con rombi gradonati all'interno, è ancora ben visibile al di sopra dell'abside attuale. Fra le opere all'interno, a tre navate, il fonte battesimale in pietra, frutto dell'unione di due elementi, entrambi scolpiti ma di epoca diversa: più antica la pila, del 1560 il tabernacolo; una statua lignea rappresentante Sant'Antonio Abate del XV secolo, e un Crocifisso, sempre di legno, di età altomedievale.